# Kvasstind, Antarktis
Kvasstind är en bergstopp i Antarktis. Den ligger i Östantarktis. Norge gör anspråk på området. Toppen på Kvasstind är 2 304 meter över havet, eller 213 meter över den omgivande terrängen. Bredden vid basen är 0,65 km.
Terrängen runt Kvasstind är varierad. Trakten är obefolkad. Det finns inga samhällen i närheten. 